# Протести у Китаї (2011)
Демократичні протести у Китаї 2011 року (спрощ.: 中国茉莉花革命; кит. трад.: 中國茉莉花革命), також відомі як Китайська Жасмінова Революція — це збори громадськості в більш ніж дюжині міст Китаю. Вони почалися 20 лютого 2011, були натхненні та названі на честь Жасмінової революції в Тунісі. Протести є продовженням підпільного руху Пекінської весни та китайського демократичного руху 1989 року.

## Протести 2011
Серед китайського населення широко поширене невдоволення, особливо щодо цін на продовольство, зростаючої нерівності в доходах, а для багатьох — непомірно високих цін на житло. Крім того, критикуються однопартійна система, свавілля, корупція, цензура, відсутність свободи вираження думок і ігнорування прав людини. Підпільний Демократичний рух закликав протестувати щонеділі о 14:00 в деяких громадських місцях в дванадцятьох, а потім в тринадцятьох містах Зверталися організатори до "кожного, хто має «мрію про майбутнє».